# Río Huai
El río Huái (en chino, 淮河; pinyin, Huái Hé) es un largo río asiático localizado entre los ríos Yangtsé y Amarillo. Cruza la República Popular China de oeste a este.
Sin embargo, no todo su curso es en dirección al mar lo que hace que sea muy vulnerable a sufrir desbordamientos. Tiene una longitud de 1252 kilómetros y drena una cuenca hidrográfica de 274 657 km².
El río Huaihe es uno de los ríos más importantes de China, uno los siete ríos principales del país junto con el Yangtze, el Amarillo, el Songhua, el Haihe, el Liaohe y el río de las Perlas. Está considerado, junto con el Yangtsé, el río que divide China en norte y sur. Desde que el geógrafo chino Zhang Xiangwen propuso la «línea Qinling-Huaihe» en 1908, el río Huaihe, como parte de la línea divisoria geográfica natural entre el norte y el sur de China, ha adquirido una importancia especial en la geografía.

## Historia
El Huai fluía hacia el mar durante todo su recorrido. Sin embargo, en 1191 el río Amarillo sufrió una variación en su curso que le dirigió más hacia el sur, interrumpiendo la trayectoria del Huai. El río Amarillo cambió diversas veces de curso en los siguientes 700 años. El impacto de los sedimentos que dejaron estas variaciones fue tan fuerte que, cuando se produjo la última modificación del río Amarillo en 1897, el Huai He ya no siguió por su recorrido natural. En su lugar, ahora queda embalsado cerca del lago Hongze y sigue su camino hacia el sur, rumbo al Yangzi. Este curso inusual hace que el río sea muy propenso a sufrir inundaciones.